# ألفونسو إسبينو
ألفونسو إسبينو (بالإسبانية: Luis Alfonso Espino García)‏ هو لاعب كرة قدم أوروغواياني في مركز الدفاع، ولد في 5 يناير 1992 في San Jacinto, Uruguay ‏ في الأوروغواي. لعب مع ناسيونال مونتيفيديو.

## وصلات خارجية
- ألفونسو إسبينو على موقع قاعدة بيانات كرة القدم.إي يو (الإنجليزية)
- ألفونسو إسبينو على موقع Soccerway.com (الإنجليزية)
- ألفونسو إسبينو على موقع عالم كرة القدم.نت (الإنجليزية)
- ألفونسو إسبينو على موقع AS.com (الإسبانية)